# Roman Veselý (1968)
Roman Veselý (* 19. dubna 1968 Brandýs nad Labem) je český trenér a bývalý fotbalový útočník.

## Hráčská kariéra
V nejvyšší soutěži odehrál za Bohemians Praha 29 utkání, v nichž vstřelil 2 branky. Hrál také za Brandýs nad Labem, Mladou Boleslav a RH Cheb. V nižších soutěžích nastupoval také za Český Brod, Říčany, Mělník, SK Votice, Sibřinu, SK Zápy a Litol. V letech 2000–2005 hrál nižší soutěže v Německu. Aktuálně nastupuje za Humpolec C ve III. třídě OP Pelhřimovska.

### Ligová bilance
| Ročník                          | Zápasy | Góly | Minuty | Klub            |
| ------------------------------- | ------ | ---- | ------ | --------------- |
| 1. česká fotbalová liga 1993/94 | 16     | 1    | 1 329  | Bohemians Praha |
| 1. česká fotbalová liga 1994/95 | 13     | 1    | 702    | Bohemians Praha |
| CELKEM                          | 29     | 2    | 2 031  |                 |

## Trenérská kariéra
Po skončení kariéry působil šest let na pozici asistenta trenéra ve Viktorii Žižkov, následně vedl dva roky FK Kolín, rok trénoval střížkovské Bohemians. Poté se vrátil zpět na Žižkov. V prosinci 2015 se stal hlavním trenérem FK Varnsdorf, kde nahradil Zdenka Frťalu, který přijal nabídku prvoligového Jablonce. Od pondělí 5. prosince 2016 ho na trenérském postu vystřídal Zdenko Frťala, který skončil u fotbalistů Jablonce. V sezoně 2017/18 byl trenérem třetiligového SK Benešov. Od července 2018 do června 2020 působil v FC Slavoj Vyšehrad - hned v prvním roce dovedl mužstvo k postupu z ČFL do druhé ligy, v níž se Vyšehrad coby nováček pohyboval mimo sestupové příčky. Ve Vyšehradu skončil po vzájemné dohodě, když mužstvo ze čtyř utkání za sebou v období po koronavirové pauze získalo pouze jeden bod.
Od prosince 2021 je trenérem divizního AFC Humpolec.